# Polk megye (Észak-Karolina)
Polk megye az Amerikai Egyesült Államokban, azon belül Észak-Karolina államban található. Megyeszékhelye Columbus, legnagyobb városa Tryon. Lakosainak száma 19 328 fő (2020. április 1.). Polk megye Rutherford, Henderson, Spartanburg és Greenville megyékkel határos.

## Népesség
A megye népességének változása:
| Lakosok száma | 20 442 | 20 278 | 20 242 | 20 411 | 20 366 | 19 328 |
|               | 2010   | 2011   | 2012   | 2013   | 2015   | 2020   |